# Canton de Lagrasse
Le canton de Lagrasse est une ancienne division administrative française située dans le département de l'Aude.

## Géographie
Ce canton était organisé autour de Lagrasse dans l'arrondissement de Carcassonne. Son altitude variait de 68 m (Ribaute) à 728 m (Labastide-en-Val). 

## Représentation

### Conseillers généraux de 1833 à 2015
| Période | Période      | Identité                    | Étiquette        | Qualité |
| ------- | ------------ | --------------------------- | ---------------- | --- |
| 1833    | 1842         | Hippolyte Viguier           |                  | Avocat et juge de paix à Lagrasse                                                                                                   |
| 1842    | 1848         | Jean-Louis Berlioz          | Droite           | Propriétaire Maire de Lagrasse Ancien conseiller d'arrondissement                                                                   |
| 1848    | 1852         | Marc Antoine Robert Théron  | Parti de l'ordre | Notaire à Lagrasse |
| 1852    | 1861         | Jean-Louis Berlioz          | Droite           | Propriétaire |
| 1861    | 1871         | Albert Cambriels            |                  | Général de corps d'armée, propriétaire à Lagrasse et à Alénya                                                                       |
| 1871    | 1883         | Adrien Berlioz              | Droite           | Propriétaire à Lagrasse |
| 1883    | 1895         | Philippe Castel             | Rad.             | Propriétaire Maire de Lagrasse |
| 1895    | 1899 (décès) | Paul Mas                    | Rad.             | Propriétaire Maire de Montlaur |
| 1899    | 1907         | Aimé Delbourg               | Républicain      | Propriétaire à Serviès-en-Val |
| 1907    | 1940         | Pol Calvet                  | Rad.             | Huissier Maire de Lagrasse (1910→1914) Nommé conseiller départemental en 1942                                                       |
|         |              |                             |                  | |
| 1945    | 1979         | Charles Alquier (1907-2008) | SFIO puis PS     | Viticulteur Maire de Lagrasse (1947→1977)                                                                                           |
| 1979    | 1988 (décès) | Louis Angelvy               | PS               | Instituteur Maire de Montlaur (1983→1988)                                                                                           |
| 1988    | 2011         | Marcel Rainaud              | PS               | Professeur de mathématiques Sénateur (2006→2014) Président du Conseil général de l'Aude (1998→2011) Maire de Talairan (1983→2000)   |
| 2011    | 2015         | Jean-Pierre Maisonnade      | PS               | Fonctionnaire Maire de Saint-Pierre-des-Champs (1995→2014) Président de la Communauté de Communes du canton de Lagrasse (2002→2012) |

### Conseillers d'arrondissement (de 1833 à 1940)
| Période                                  | Période      | Identité                              | Étiquette   | Qualité |
| ---------------------------------------- | ------------ | ------------------------------------- | ----------- | --- |
| 1833                                     | 1836         | Jean Louis Berlioz                    |             | Maire de Lagrasse                                                                                           |
| 1836                                     | 1848         | Guillaume Alexandre Ségur (1796-1880) |             | Propriétaire à Lagrasse                                                                                     |
|                                          |              |                                       |             | |
| 1855                                     |              | Pierre Capelle                        |             | Juge de paix                                                                                                |
|                                          |              |                                       |             | |
| 18..                                     | 1887 (décès) | Jean-Pierre Castel                    |             | Propriétaire à Serviès-en-Val                                                                               |
| 1887                                     | 1890 (décès) | Hercule Borrel                        | Républicain | Propriétaire à Carcassonne, Président du Conseil d'arrondissement                                           |
| 1890                                     | 1891 (décès) | Alexis Bédos (1814-1891)              |             | Cultivateur à Labastide-en-Val                                                                              |
|                                          |              |                                       |             | |
| 1889                                     | 1898         | Michel-Théodore Lacaze                | Républicain | Propriétaire-régisseur, maire de Lagrasse                                                                   |
| 1898                                     | 1910         | M. Belly                              | Radical     | |
| 1910                                     |              | M. Jougla                             | Radical     | |
|                                          |              |                                       |             | |
| 1922                                     | 1940         | Guillaume Verdier                     | Radical     | Maire de Rieux-en-Val                                                                                       |
| 1940                                     |              |                                       |             | Les conseils d'arrondissement ont été suspendus par la loi du 12 octobre 1940 et n'ont jamais été réactivés |
| Les données manquantes sont à compléter. |              |                                       |             | |

## Composition
Le canton de Lagrasse regroupait dix-huit communes. 
| Nom                     | Code Insee | Intercommunalité                               | Superficie (km2) | Population (dernière pop. légale) | Densité (hab./km2) |
| ----------------------- | ---------- | ---------------------------------------------- | ---------------- | --------------------------------- | ------------------ |
| Lagrasse (chef-lieu)    | 11185      | CC Région Lézignanaise, Corbières et Minervois | 32,20            | 557 (2014)                        | 17                 |
| Arquettes-en-Val        | 11016      | CA Carcassonne Agglo                           | 9,31             | 78 (2014)                         | 8,4                |
| Caunettes-en-Val        | 11083      | CA Carcassonne Agglo                           | 8,71             | 49 (2014)                         | 5,6                |
| Fajac-en-Val            | 11133      | CA Carcassonne Agglo                           | 13,81            | 37 (2014)                         | 2,7                |
| Labastide-en-Val        | 11179      | CA Carcassonne Agglo                           | 11,70            | 96 (2014)                         | 8,2                |
| Mayronnes               | 11227      | CA Carcassonne Agglo                           | 11,86            | 33 (2014)                         | 2,8                |
| Montlaur                | 11251      | Carcassonne Agglo                              | 33,92            | 515 (2014)                        | 15                 |
| Pradelles-en-Val        | 11298      | Carcassonne Agglo                              | 16,19            | 188 (2014)                        | 12                 |
| Ribaute                 | 11311      | CC Région Lézignanaise, Corbières et Minervois | 9,41             | 285 (2014)                        | 30                 |
| Rieux-en-Val            | 11314      | CA Carcassonne Agglo                           | 6,90             | 88 (2014)                         | 13                 |
| Saint-Martin-des-Puits  | 11354      | CC Région Lézignanaise, Corbières et Minervois | 6,94             | 26 (2014)                         | 3,7                |
| Saint-Pierre-des-Champs | 11363      | CC Région Lézignanaise, Corbières et Minervois | 15,89            | 179 (2014)                        | 11                 |
| Serviès-en-Val          | 11378      | CA Carcassonne Agglo                           | 6,50             | 230 (2014)                        | 35                 |
| Talairan                | 11386      | CC Région Lézignanaise, Corbières et Minervois | 36,29            | 466 (2014)                        | 13                 |
| Taurize                 | 11387      | CA Carcassonne Agglo                           | 8,34             | 100 (2014)                        | 12                 |
| Tournissan              | 11392      | CC Région Lézignanaise, Corbières et Minervois | 11,53            | 284 (2014)                        | 25                 |
| Villar-en-Val           | 11414      | CA Carcassonne Agglo                           | 11,42            | 27 (2014)                         | 2,4                |
| Villetritouls           | 11440      | CA Carcassonne Agglo                           | 4,88             | 36 (2014)                         | 7,4                |

## Démographie
| 1962  | 1968  | 1975  | 1982  | 1990  | 1999  | 2006  | 2011  | 2012  |
| ----- | ----- | ----- | ----- | ----- | ----- | ----- | ----- | ----- |
| 4 069 | 3 888 | 3 386 | 3 144 | 2 986 | 2 977 | 3 039 | 3 228 | 3 218 |